# Anna Wittelsbach
Anna Wittelsbach, Anna Bawarska, Anna z Palatynatu (ur. 26 września 1329, zm. 2 lutego 1353 w Pradze), królowa Niemiec i Czech, córka hrabiego palatyna Renu Rudolfa II i Anny, córki Ottona II Karynckiego.
4 marca 1349 r. poślubiła króla Czech i Niemiec Karola IV Luksemburskiego (14 maja 1316 - 29 listopada 1378), syna króla Czech Jana I Ślepego i Elżbiety Przemyślidki, córki króla Czech i Polski Wacława II. Karol i Anna mieli razem jednego syna:
- Wacław (27 stycznia 1350 - 30 grudnia 1351)

Małżeństwo to Karol zawarł w celu przypieczętowania porozumienia z domem Wittelsbachów. 26 lipca 1349 r. Anna została koronowana w Akwizgranie na królową Niemiec. Koronował ją arcybiskup Trewiru Baldwin Luksemburski. 1 listopada 1349 r. została ukoronowana w Pradze na królową Czech. Anna zmarła w Pradze w 1353 r. Jej mąż poślubił później Annę Świdnicką.